# Zoltán Désy

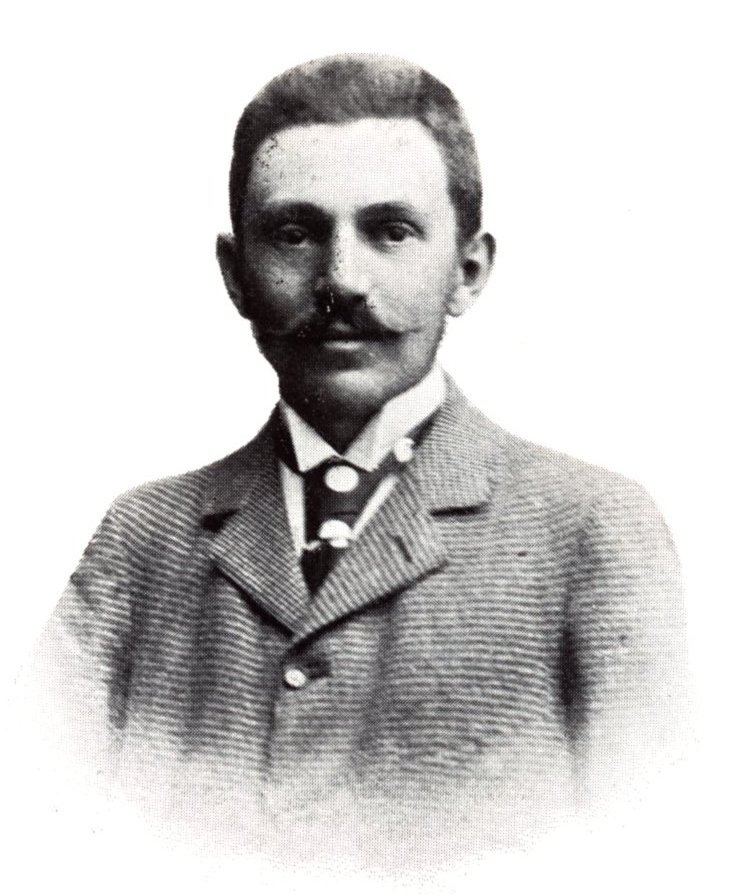
Zoltán Désy (1905)

Zoltán Désy von Nagygelvách (* 15. Dezember 1862 in Nagyölyves; † 24. März 1915 bei Zalesczyki, Galizien) war ein ungarischer Politiker, Obergespan und Reichstagsabgeordneter.

## Leben
Désy studierte Jura und beschäftigte sich anschließend mit der Bewirtschaftung seiner Güter in Siebenbürgen. Nach den Wahlen 1892 wurde er als Mitglied der Nationalpartei (Nemzeti Párt) für den Wahlkreis Marosvásárhely (Kreis) Reichstagsabgeordneter. 1894 wurde er Vizegespan des Komitats Maros-Torda und wenig später Obergespan des Komitats Szolnok-Doboka. Als Mitglied der Unabhängigkeitspartei (Függetlenségi Párt) wurde Désy 1905 erneut Reichstagsabgeordneter, diesmal für den Wahlbezirk Gernyeszeg. Ab 1906 war er in der Regierung von Sándor Wekerle Staatssekretär im Finanzministerium und wurde anschließend 1910 erneut Abgeordneter, nun für den Wahlkreis Marosvásárhely II. Infolge der von ihm ausgelösten Krise, in der er die Abgeordneten der Nationalen Partei der Arbeit (Nemzeti Munapárt) beschuldigte ihre Sitze durch Korruption erlangt zu haben, trat Ministerpräsident László Lukács 1913 zurück. Nach Ausbruch des Ersten Weltkriegs meldete er sich freiwillig zum Kriegsdienst und fiel 1915 in Galizien.